# Sonate (roman)
Sonate având titlul auxiliar Memoriile Marchizului de Bradomin au fost publicate de Valle-Inclán sub formă de carte în 1902 (Sonata de toamnă), 1903 (Sonata de vară), 1904 (Sonata de primăvară) și 1905 (Sonata de iarnă). Ele povestesc fragmente de amintiri fictive ale marchizului de Bradomín (personaj de ficțiune, aparent inspirat de generalul carlist Carlos Calderón), în proză modernistă. Acestea au fost incluse în lista celor mai bune 100 de romane în spaniolă din secolul XX de ziarul spaniol „El Mundo” . Au fost realizate adaptări de filme începând din anul 1959, în diferite formate și prezentând diferite pasaje din roman.

## Adaptări cinematografice
- 1959 Sonate (Sonatas), regia Juan Antonio Bardem
- 1983 Sonata de primavera, regia Miguel Picazo Episodul 1 (miniserie TV)